# 포도주의 세계화
포도주의 세계화(葡萄酒世界化, 영어: globalization of wine)는 포도주의 세계화 과정에 대해 서술한 문서이다.

## 역사
포도주는 고대 시대부터 국제적으로 무역의 대상이 되었다. 암포라가 있었을 당시, 전문 포도주 제조자와 포도주 제조 기법 그리고 포도를 자르는 방법이 함께 나왔다. 서유럽에서 '전통적'인 것으로 간주되어 왔지만, 많은 포도들은 동지중해와 흑해 지역에서부터 무역이 된것이다. 페키니아인들, 그리스인들, 로마인들, 아르메니아인들은 새로운 고장에 포도를 가져왔다.
새로운 세계로 두번째 이주 물결이 일렀다. 16-19세기의 유럽제국 밑에서 18세기 남아프리카는 이집트가 본 고장인 머스캣 포도로 만든 콘스탄티아 포도주를 유럽으로 수출했다. 그 다음의 이민자들은 그들의 토박이 포도주와 포도를 그들이 가는 곳 어디든지로 가져왔다; 이탈리아인들은 아르헨티나 사람들과 캘리포니아인이 포도주 제조하는 것에 영향을 주는 특별히 주목할만한 것이다. 포르투갈과 마데이라에서 온 포도주는 세계를 넘어선 여행에서 살아남기 위해 강화되었고, 식민지에서 그들의 스타일과 이름이 그들 뒤를 따라 모방했다.
19세기 후반 필록세라의 유행은 굉장히 큰 영향을 미쳤다. 전통적인 원산의 블랜드 방식을 무너뜨렸다. 그것은 보르도와 같은 다양하게 접합된 상태에서 북아메리카를 근원으로 단일 작물 재배로 대체되었다. 포도 재배자는 삭막한 선택에 마주했다. 그것은 새로운 기법을 받아들이거나 또다른 직업을 선택하는 것이었다. 필록세라는 정부가 식물작물과 기술을 교화하는데 있어 새로운 사회 기반 시설을 개발하는데 자극제가 되었다.
제2차 세계 대전 이후에, 많은 국가들은 수출 시장을 위해 자극적이지 않은 단조로운 포도주를 개발했다. 예를 들면 균일하게 하는 쪽에 강조점을 둔 마테우스 로제 또는 블루넌이다. 이것들은 대중시장에서 많은 환영을 받았다. 이것에 대해 부연설명을 하자면, 그것들을 취급한 다수의 소매업자들이 있었고, 패션에서 이름이 바뀔지라도 비슷한 브랜드들이 더 많은 힘을 가지게 되었다. 동등한 현대는 새로운 세계인 호주 남쪽에서의 머레이 달링과 남아프리카의 우스터에서 포도밭을 일군 산업에서부터 온다. 그같은 움직임들은 산업화된 국가에서 음식제품의 일반적인 규모의 변화를 보여준다.
또다르게 자라고 있는 트랜드는 다른 나라에서 지역 포도주로 오는 벌크 와인 즉, 병에 담겨 있지 않은 포도주를 섞는 것이었다. 다른 상황의 경우, 포도주는 지역 상품으로 거래가 되었고 아마 다른곳으로부터 근원이 되어왔다. 이러한 다양하고 넓은 관행의 규정은 관활권에 종속되었다.
1976년 파리의 판결과 차후의 포도주 경쟁은 포도주 제조자를 새로운 세계를 통해 알 수 있도록 도와주었다. 그것은 유럽 밖의 포도주의 잠재력을 몇몇 시장에게 교육하는 것 뿐만 아니라 그들이 포도주를 어느 곳에서든지 최고로 만들 수 있다는 것이었다. 이 과정은 약간의 원산품과 몇 세기씩 오래된 전통적인 전 세계에서의 수입 포도주와 함께 영국과 같은 몇 국가들에서는 훨씬 쉽게 처리되었다. 더 나아간 경쟁은 펜폴즈 그랜지가 몇십년동안 주목을 받은 것처럼 세계의 다른 좋은 포도주들의 국제적인 주목을 받았다.
미국의 소비자들 사이에서 주요한 영향은 포도주 비평가인 로버트 M. 파커 주니어(Robert M. Parker Jr.)였다. 그의 승인은 미국의 포도주 판매에 엄청난 차이를 만들수 있었고, 세계 몇 부분에서의 몇 포도주 제조자들은 포도주에 대한 그의 입맛대로 따라가는 시장에 대해 고발을 하기도 했다. 이에 영향을 받은 다큐멘터리 필름인 몬도비노가 있다. 특히 보조 역할과 같은 소매업자들 사이에서 그의 포인트 시스템은 영향력이 컸다.

## 포도주 재배와 여객기
여객기의 개발은 포도주 사업에 큰 영향을 미쳤다. 이것은 몇세기 동안 그들이 편지를 통해 아이디어를 주고받는 방식 대신 개개인이 세계를 넘어 서로다른 국가에서 직접적으로 포도 재배 및 포도주 제조를 감독하는 것을 쉽게 만들었다. 곧, 그들이 포도주를 관리하는데 있어 더 가깝고 드립관개, 새로운 격자 울타리 모양과 기술, 포도재배가 넓고 지속적으로 퍼져나갈 수 있는 발전을 위한 방법과 같은 새로운 기술에 눈을 떴다는 것이다. 이 모든것들은 동종의 상품으로 더 이끌고, 지역 사회와 역사보다 포도주 제조자의 배경에 의해 더 많은 영향을 끼쳤다. 반면, 그 '역사'는 가끔 포도주를 산화시키기도 했는데 플라잉 와인메이커들(flying winemaker)에 의해 점진적으로 수정되었다.
많은 초기 플라잉 와인메이커들은 현대 기술을 교육받은 오스트레일리아인이었다. 그리고 그들의 가을은 6개월이라는 사실을 이용했다. 그들은 특히 프랑스 남부에서와 옛 공산주의 국가에서 오래 전부터 세계의 포도주의 질을 향상시켜 잠깐 드라마틱한 성공을 이루어냈다.
포도주 제조에서 영향력 있는 플라잉 와인메이커로는 포메롤(Pomerol)을 통해 13개 국가에서 100명이 넘는 와이너리들에게 조언을 했을 정도로 고향에 위치한 대저택에서 큰 영향을 행사했던 프랑스의 미셸 롤랑(Michel Rolland), 이탈리아의 안티노리(Antinori) 가문, 프레스코발디(Frescobaldi) 가문을 통해 14개 국가에서 100명 가까이 되는 와이너리들에게 조언을 해주는 이탈리아인 알베르토 안토니니(Alberto Antonini)가 있다. 특히 롤랑은 다큐멘터리 프로그램 몬도비노(Mondovino)에서 비평을 받았다. 그 내용은 파커가 좋아했던 스타일과 비슷하게 좋아했기 때문이다.

## 테루아르로 돌아오다
다른 방면에서, 포도주 제조의 새로운 세계가 성숙됨에 따라, 포도주 제조자들은 테루아르에 더 신경을 쓰게 되었고 특정한 지역에 따라 포도를 어울리게 포도주 제조 스타일을 구현하였다. 이렇게 하여 새로운 세계의 스타일은 성장하기 시작했다. 예를 들면 Clare Valley Riesling(클레어 벨리 리슬링), Marlborough(말버러 쇼비농 블랑) 그리고 혼합한것 보다는 단일포도로 만든 포도주와 같은 Pinotage(피노타지)와 같은 다양한 '원산지'의 포도주가 위풍당당하게 시장에서 인기를 얻고 있었다. 유럽 중에서 특히 포도주가 국가적인 상징으로 될 수 있는 동유럽의 새로운 민주주의 국가에서 포도주를 유산으로 여기는 데 관심이 쏠렸다. 가장 좋은 예시는 에게르인 헝가리 헤베시주(州)의 주도(州都)이다. 그곳에서는 현지 Bull's Blood 포도주가 18세기에서 Blaufränkisch(블라우프렝키슈)와 같이 외국포도의 끈질긴 우려낸 맛을 보여주었다. Bull's Blood 포도주는 터키와의 전쟁에서 이 포도주가 승리로 이끌었다고 말하는 헝가리인들이 먹은 이 붉은 포도주가 수염에 묻은 자국을 보고 터키사람들은 소의 피를 마셔서 헝가리인들이 강해진다고 믿고 두려움에 떨었던 포도주이다. 보르도의 다양성은 필록세라와 공산주의 하의 Zweigelt(쯔바이겔트) 후이다. 이것은 전통적인 Kadarka(카다르카)의 상당히 새로운 재배법 쪽으로 뒤집어지는 중이다.

## 생산
| 순위 | 국가              | 생산 (톤) |
| ---- | ----------------- | --------- |
| 1    | 프랑스            | 6,590,750 |
| 2    | 이탈리아          | 4,673,400 |
| 3    | 스페인            | 3,339,700 |
| 4    | 미국              | 2,211,300 |
| 5    | 중국              | 1,657,500 |
| 6    | 아르헨티나        | 1,547,300 |
| 7    | 오스트레일리아    | 1,133,860 |
| 8    | 칠레              | 1,046,000 |
| 9    | 남아프리카 공화국 | 965,500   |
| 10   | 독일              | 961,100   |
| 11   | 러시아            | 696,260   |
| 12   | 포르투갈          | 694,612   |
| 13   | 루마니아          | 405,817   |
| 14   | 브라질            | 345,000   |
| 15   | 그리스            | 303,000   |
| 16   | 오스트리아        | 281,476   |
| 17   | 세르비아          | 224,431   |
| 18   | 뉴질랜드          | 189,800   |
| 19   | 헝가리            | 176,000   |
| 20   | 우크라이나        | 168,410   |
| 21   | 몰도바            | 124,526   |
| 22   | 불가리아          | 122,687   |
| 23   | 스위스            | 101,800   |
| 24   | 조지아            | 97,000    |
| 25   | 일본              | 79,000    |
| 26   | 페루              | 72,700    |
| 27   | 북마케도니아      | 66,530    |
| 28   | 우루과이          | 65,000    |
| 29   | 크로아티아        | 48,875    |
| 30   | 알제리            | 47,500    |
| 31   | 캐나다            | 46,851    |
| 32   | 체코              | 45,000    |
| 33   | 모로코            | 33,300    |
| 34   | 슬로베니아        | 31,388    |
| 35   | 튀르키예          | 27,950    |
| 36   | 멕시코            | 27,609    |
| 37   | 벨라루스          | 27,320    |
| 38   | 슬로베니아        | 24,000    |
| 39   | 튀니지            | 23,200    |
| 40   | 우즈베키스탄      | 21,000    |